# Capelio
Capelio es un género de plantas herbáceas perteneciente a la familia de las asteráceas. Comprende 4 especies descritas y  aceptadas.

## Taxonomía
El género fue descrito por Rune Bertil Nordenstam y publicado en Compositae Newsletter 38: 72. 2002.

## Especies aceptadas
A continuación se brinda un listado de las especies del género Capelio aceptadas hasta julio de 2012, ordenadas alfabéticamente. Para cada una se indica el nombre binomial seguido del autor, abreviado según las convenciones y usos.
- Capelio caledonica B.Nord.
- Capelio rotundifolia
- Capelio tabularis (Thunb.) B.Nord.
- Capelio tomentosa (Burm.f.) B.Nord.